# Irivo
Irivo ist eine Gemeinde im Norden Portugals.
Irivo gehört zum Kreis Penafiel im Distrikt Porto, besitzt eine Fläche von 3,2 km² und hat 2100 Einwohner (Stand 19. April 2021).